# Франкенштейн (альбом)
«Франкенште́йн» — десятий по рахунку альбом українського ска-панк-гурту «Брем Стокер». Вийшов у 2013 році.

## Тема альбому
Альбом записувався близько року.. В альбом ввійшли переспівані пісні із попередніх альбомів, а також нові. Також в ньому наявні кавери на пісні «Брем Стокер» інших молодих панк-гуртів.. Як завжди, в своїх піснях музиканти виносять гострі соціальні проблеми нації: алкоголізм, пофігізм, засилля реклами на ТВ. Всі проблеми підносяться в емоційно-гумористичній подачі до слухача.
Брем Стокер після вимушеної перерви випустив альбом, що має назву «Франкенштейн». До альбому увійшло 13 пісень, які більше року збиралися і зводилися на студії «Індюк Рекордз». Окрім власних пісень, в альбомі присутні кавер-версії на «Red Hot Chili Peppers» та російського поп-співака Herr Антона. Є й композиції, записані спільно з гуртами «Фіолет» та «Механічний Апельсин». Також присутні кавер-версії… на самих Брем Стокер (від гуртів «Відстань» та «Шрі-ланка»). Самі ж музиканти Брем Стокеру переписали кілька своїх, вже випущених раніше, пісень. Звичайно, звучать вони інакше, свіжіше. Це, до слова, восьма студійна платівка гурту.
Стиль музики в новому альбомі, власне кажучи, не надто й змінився. Сингли «Мій протест» та кавер «Одинокий мужчина» були чи не першими штрихами пишної картини всього майбутнього альбому, наповненого «качаючими» ритмами і соковитими рифами.. Об’ємно і цілісно звучать композиції, органічно доповнені дещо агресивним вокалом і пізнаваною манерою співу. Разом вони повністю пронизують слухача і створюють атмосферу, повністю відповідну тематиці текстів – соціально-іронічно-саркастично-гумористично-реалістичну.. Складається враження, що музиканти вийшли у своїй творчості на певний новий рівень. Музика стала більш «дорослішою» і «фірмовішою», але, при цьому, не втратила свого напору і нахабства, і не була загнана в якісь рамки. Весь альбом наскрізь пронизаний духом свободи (незалежності внутрішньої, перш за все) і небажання прогинатися!
В цілому альбом вийшов дуже концептуальним як в музичному плані, так і в текстовому. І розцінювати його появу варто не тільки як яскраву музична подію у світі сучасного українського панку, але і як яскраву подію в житті нашого суспільства в цілому. Бо ж доволі рідко в наш час зустрічаються люди здатні так щиро і непохитно відстоювати свою точку зору на світ і намагатися донести її оточуючим. Тобто, «гнути свою лінію», плюючи на якісь канони, що нам нав’язуються владою, телебаченням чи ще якоюсь дурнею.
Гурт не створив монстра. Музикантам вдалося створити сильне і самобутнє створіння, яке, наодміну від відомого персонажа, має розвинений мозок не бандита, а виваженого громадянина світу! Як на мене, це найкращий панк-альбом в Україні за останні кілька років.
|                    | «Оформленням альбому та його записом гурт займався самотужки. Альбом ліпився зі шматків як Франкенштейн, тому йому була надана ця назва і на обкладинці обличчя створене з облич учасників Брем Стокер» |
| — гурт Брем Стокер | |

- кажуть учасники гурту.

## Список композицій
| #   | Назва                                    | Тривалість |
| --- | ---------------------------------------- | ---------- |
| 1.  | «Долоні»                                 | 3:16       |
| 2.  | «Галя Україна»                           | 4:01       |
| 3.  | «Злий Собака»                            | 1:49       |
| 4.  | «Зомбі»                                  | 3:57       |
| 5.  | «Хто ми»                                 | 2:48       |
| 6.  | «Буланова»                               | 2:52       |
| 7.  | «Протест»                                | 1:00       |
| 8.  | «Одинокий мужчина»                       | 2:20       |
| 9.  | «Каштан»                                 | 2:48       |
| 10. | «Робот»                                  | 1:58       |
| 11. | «Козакам до сраки»                       | 2:26       |
| 12. | «Покинула (feat. «Механічний апельсин»)» | 1:52       |
| 13. | «Сама гарна»                             | 4:06       |